# 楊雪
楊雪（ヤン・ユキ、Yang Yuki）は、中国生まれ日本育ちの二胡奏者・作曲家。父は演奏家・作曲家の楊興新。日本二胡学院・東京大塚教室を設立。日本二胡学院・専任講師。中国音楽家協会及び、中国民族管弦楽二胡学会会員。

## 来歴・人物

### 幼少期 ～ 二胡奏者になるまで
二胡（胡弓）演奏家・作曲家である父の楊興新（ヤン・シンシン）の影響で二胡に親しみながら育つ。小学校から大学卒業までを埼玉・東京で過ごし、日本文学や日本文化への造詣も深い。書道展で最優秀賞を受賞するなど多様な芸術文化に囲まれて育ち、高校・大学時代には、室町時代から伝わる小笠原流礼法を学んだ。小笠原流礼法宗家より礼法学習の修了証である「花鬘伝（はなかずらのでん）」を授かり、中国生まれでありながら日本人としてのアイデンティティも確立。東京経済大学経済学部で学士号を取得した後、日本の一般企業に就職するも、二胡奏者としての道を目指すべく、父古くから付き合いのあった二胡職人の宋廣寧（ソン・クワンニン）の紹介を受けて、中国北京中央音楽学院の田再励（デン・ザイリ）に師事。以降、二胡奏者として活動。開催されるイベントやコンサートでは、日中平和友好のテーマのもと、⽇中⽂化を融合させた特徴が多くみられる。

### 二胡奏者としての活動 - 2007年以降
2007年から、父の楊興新（ヤン・シンシン）と田再励（デン・ザイリ）に本格的に師事。2011年12月本格的なプロデビューを果たし、ミニアルバム「シルクロード」をリリース。2013年6月オリジナル曲を収録した初のアルバム「櫻～Eternally～」をリリース。2014年には日本政府が行う「中国政府奨学金留学」に全額免除留学生に選ばれ、中国北京中央音楽学院へ留学。あらためて田再励（デン・ザイリ）に師事し、更なる研鑽を積む。その後同校大学院にて修士試験に合格。在学中は、中国伝統楽器である板胡の指導を李恒（リ・ハン）から、二胡の指導を陳耀星（チェン・ヤオシン）から仰いだ。2016年4月オリジナル曲を収録した2ndアルバム「雪の舞」をリリースし、同年8月、中国「第三回 敦煌杯・上海 二胡コンクール」にて銀賞を受賞。2017年7月には中国「第六回 国際中国器楽コンクール」にて金賞を受賞し、東京オペラシティコンサートホールで開催された音楽文化交流プロジェクト「ONE ASIA ジョイントコンサート ジャパンプレミア 2017」に二胡奏者として参加。その模様は、同年12月、テレビ朝日「題名のない音楽会」にて放映された。

### 二胡奏者としての活動 - 2018年以降
2018年、北京の中央音楽学院音楽ホールにて、「楊雪第一回修士学位卒業コンサート」を実施。翌2019年7月、3rdアルバム「雲・海 sea of clouds」をリリースし、10月に中国北京中央音楽学院の王府ホールにて「楊雪第二回修士卒業コンサート」を実施した。日本人が王府ホールでコンサートを開催するのはこれが初となる。コンサート第一部は、30分以上もある中国の難曲、二胡協奏曲「長城随想」の全楽章を演奏。第二部は日中友好をテーマに、遊佐かずしげ・澤井雅恵など様々な日本のアーティストを迎え「日本音楽、アニメ、華道」を交えた構成・企画で実施された。2020年6月、日本人として初めて中央音楽学院民楽系修士課程を修了し日本へ帰国。2021年10⽉、日経ホールにて帰国後初の東京公演を開催。翌2022年11⽉から12⽉にかけて開催された岡山（岡山市民会館⼤ホール）・仙台（仙台電⼒ホール）・群馬（高崎芸術劇場大劇場）の3都市コンサートツアーでは、各都市で活動するフラダンサー、ハワイアンミュージシャン、ストリートダンサー、コーラスグループなどを迎え、これまでにない「二胡とダンス」「二胡とコーラス」のコラボレーション企画を実現した。2023年1月、「うたコン」出演。4月、4thアルバム「多彩」をリリース。6月、TuneCore Japan主催「Independent Artist Awards」の「Top UGC Music (2022)」部門にノミネート表彰されるなど、多数のメディアに出演し多方面から注目を集める。

### 教育者としての活動
演奏家者だけでなく、二胡教育者としても活動する。2007年に日本二胡学院・東京大塚教室を設立し、日本二胡学院専任講師として指導に努める。その後、岡山・仙台・群馬、前橋、高崎にて二胡教室を開校。生徒の中から二胡奏者・二胡教育のプロフェッショナルも育ち、それぞれ活躍の場を広げている。また2021年には、全国の二胡愛好家の育成や水準の向上と、日本各地で二胡の音色が響き渡る未来を願い、「日本二胡学院二胡検定試験」の実施・運営を開始。2022年には、第2回二胡検定試験を開催した。

### 社会貢献活動
「二胡が持つ音楽の力」をより多くの方々へ届けたいという願いから、全国での演奏活動のほか、日本各地の高齢者福祉施設、障がい者支援施設、震災被災地などで訪問演奏·文化交流を続けている。2012年には、父である楊興新（ヤン・シンシン）が設立した、障がい者との交流・援助を目的とする「星の基金」を継承。また、2016年に楊雪の活動理念に賛同したメンバーと結成した「楊雪二胡楽団 YANG YUKI ERHU ORCHESTRA」の団員とともに、社会貢献に力を注いでいる。

## ディスコグラフィ

### アルバム
|     | 名称                 | 発売日     | レーベル     | 収録曲 |
| --- | -------------------- | ---------- | ------------ | --- |
| 1st | シルクロード         | 2011.12.17 | Yang Records | 1. シルクロード 2. 蘇州夜曲 3. 夢郷 |
| 2nd | 櫻～Eternally～      | 2013.06.22 | Yang Records | 1. 櫻～Eternally～ 2. シルクロード 3. 敖包相会 4. 瀏陽河 5. 蘇州夜曲 6. 流るる 7. 夜来香 8. 夢郷 9. 花 10. 昴 |
| 3rd | 雪の舞               | 2016.04.16 | Yang Records | 1. 草原情歌 2. 梅花三弄 3. ふるさと 4. 川の流れのように 5. アメイジング・グレイス 6. 陽関三畳 7. 揚子江 8. リベルタンゴ 9. 雪の舞                                                                                    |
| 4th | 雲・海 sea of clouds | 2019.07.06 | Yang Records | 1. 雲・海 sea of clouds 2. さくらさくら 3. 茉莉花 4. ユー・レイズ・ミー・アップ 5. 風のとおり道 6. 賽馬 7. 里の秋 8. XI HUAN NI 喜歓你 9. 鴻雁～Swan Goose～ 10. Yo soy Maria～ブエノスアイレスのマリア～ 11. 日本海 |
| 5th | 多彩                 | 2023.04.01 | Yang Records | 1. ひまわり 2. 見上げてごらん夜の星を 3. Baby One More Time 4. アロハオエ〜カイマナヒラ 5. 故郷の原風景 6. Autumn Leaves 7. 愛燦燦 8. Rock With You 9. ラストエンペラー 10. 愛の讃歌                                 |

## 書籍
- 「二胡 上達レッスン 技術と表現力を磨く」（2020.6.16、楊雪監修、メイツ出版）
- 「日本二胡学院 二胡検定 テキストブック」（2021.2.1、楊雪監修・出版）

## 受賞
- 2016年8月　中国・第三回 敦煌杯・上海 二胡コンクールにて銀賞　受賞
- 2017年7月　中国・第六回 国際中国器楽コンクールにて金賞　受賞
- 2021年10月　埼玉県アーティストボランティア功労賞

## テレビ・ラジオ出演
- 2014年9月　岡山ネットワーク「ニュースわいど」出演
- 2015年7月　エフエム軽井沢出演
- 2017年12月　テレビ朝日「題名のない音楽会」出演
- 2022年
  - 9月
    - 岡山シティエフエム『夕刊ラジオ〜レディオモモ〜』
    - 岡山エフエム放送『Fresh Morning OKAYAMA』出演

  - 10月
    - 群馬テレビ『ひるポチッ!』
    - 岡山エフエム放送『Fresh Morning OKAYAMA』
    - 岡山放送『ミルンへカモン! なんしょん?』出演

  - 11月
    - ラジオ高崎『ひるColor』
    - 東北放送『ウォッチン!みやぎ』
    - 東北放送『GoGoはみみこい ラジオな気分』出演
- 2023年1月　NHK総合テレビジョン『うたコン』出演